# Alfred Raoul
Alfred Raoul (4 de diciembre de 1938, Pointe-Noire, África Ecuatorial Francesa - 16 de julio de 1999, París, Francia) fue un militar y político de la República del Congo.
Fue capitán del ejército congoleño desde 1963.
Fue Presidente de la República del Congo desde el 5 de septiembre de 1968 hasta el 1 de enero de 1969, y Primer ministro de la República del Congo desde agosto de 1968 hasta diciembre de 1969.
Fue vicepresidente de la República Popular del Congo desde enero de 1970 hasta diciembre de 1971.
Como miembro del Politburó del Partido Congoleño del Trabajo (PCT), dirigió una delegación en 1970 que visitó la República Popular China y se reunió allí con Mao Zedong.